# Hammershus
Hammershus je středověký hrad v Hammerenu na severním cípu dánského ostrova Bornholm. Hrad byl částečně zbořen kolem roku 1750 a zachoval se pouze jako zřícenina. Částečně byl obnoven kolem roku 1900.

## Historie
Ve Skandinávii byl Hammershus největším středověkým opevněním a patřil k největším středověkým opevněním v celé severní Evropě. Leží u Baltského moře ve výšce 74 m n. m. Hrad byl postaven ve 13. století. Skládal se z hradního sídla a velké věže nazývané „římsová“. Hradní areál obklopovala 750 m dlouhá obvodová zeď.
Během mnoha po sobě jdoucích střetnutích mezi dánskými králi a arcibiskupstvím sloužil hrad jako útočiště arcibiskupů, včetně biskupa Jense Granda. Při mnoha příležitostech byl hrad dobyt královským vojskem. Stalo se tak například v roce 1259, 1265, 1319 a 1325. Roku 1521 převzal hrad dánský král Kristián II. Ten jej použil k uvěznění biskupa Jense Andersena Beldenaka z Funenu. Ve stejném roce byl hrad dobyt lübeckými silami.
V roce 1658 byl Hammershus obsazen švédským vojskem, ale povstání na ostrově ukončilo švédskou vládu. Rebelové v čele s Jensem Pedersenem Kofoedem zastřelili švédského velitele Johana Printzenskiölda. Poté dánští poddaní odcestovali do Kodaně, aby ostrov navrátili do rukou dánského krále. V letech 1660 až 1661 byl na Hammershusu uvězněn dánský státník a jeden z nejznámějších zrádců v dějinách Dánska Corfitz Ulfeldt a jeho manželka Leonora Christina Ulfeldt. V roce 1743 hrad přestal sloužit svému účelu a byl opuštěn. Od hlavních výzkumných a restaurátorských pracích z konce 19. století dochází k nepřetržité údržbě hradní zříceniny.

## Popis krajiny
Z hradu je výhled na pobřeží a moře obklopující Bornholm. Jižně od hradu je hluboké údolí, prohlubně naplněné vodou a hluboký les. Před dosažením hradu bylo několik míst, kde bylo možné zastavit nepřítele. Hrad byl obklopen prstenci opevnění, z nichž každý poskytoval další vrstvu ochrany před útočníky. Dva přírodní pramenité rybníky zajišťovaly hradu čerstvou pitnou vodu.

## Fotogalerie

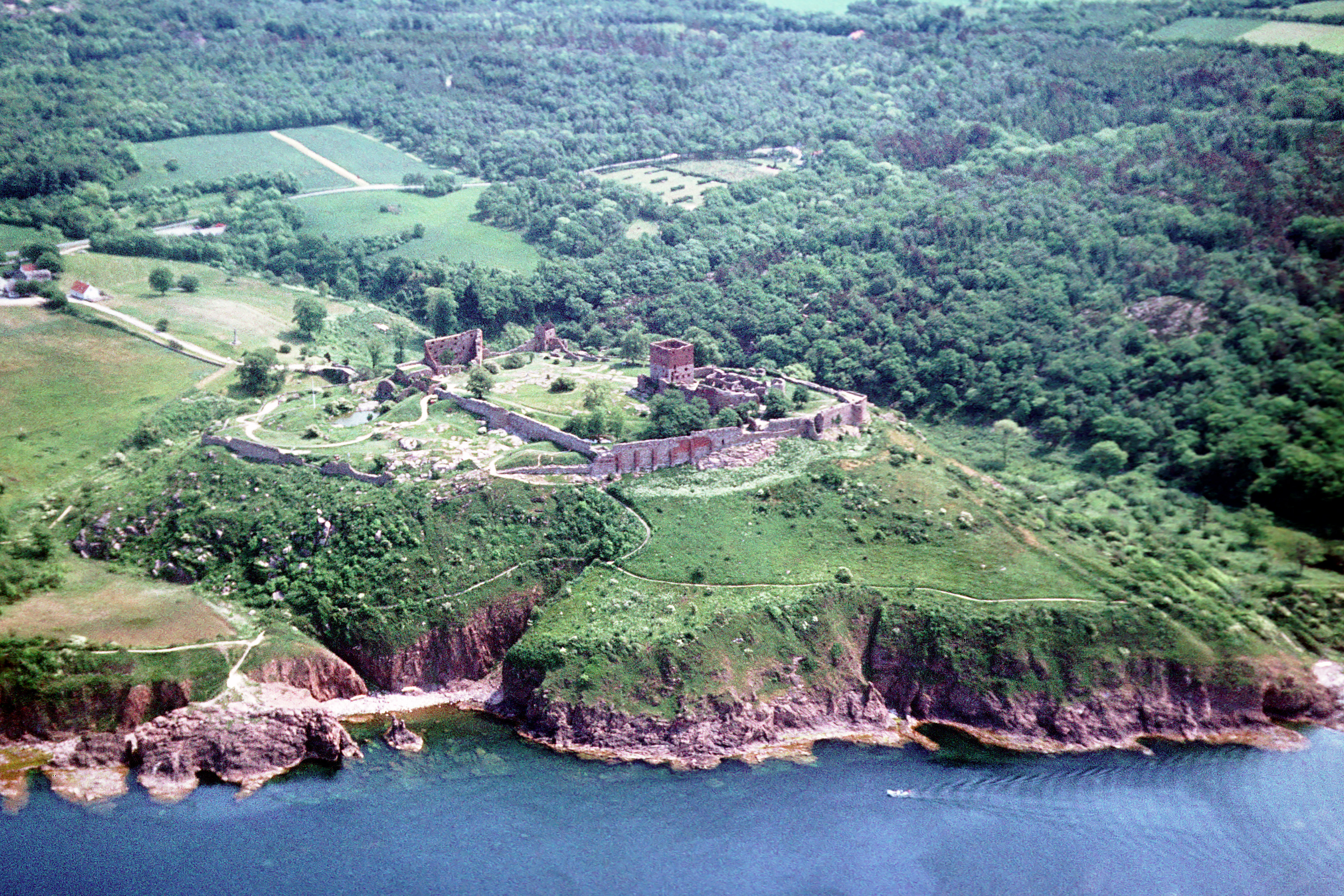
Letecký pohled na Hammershus
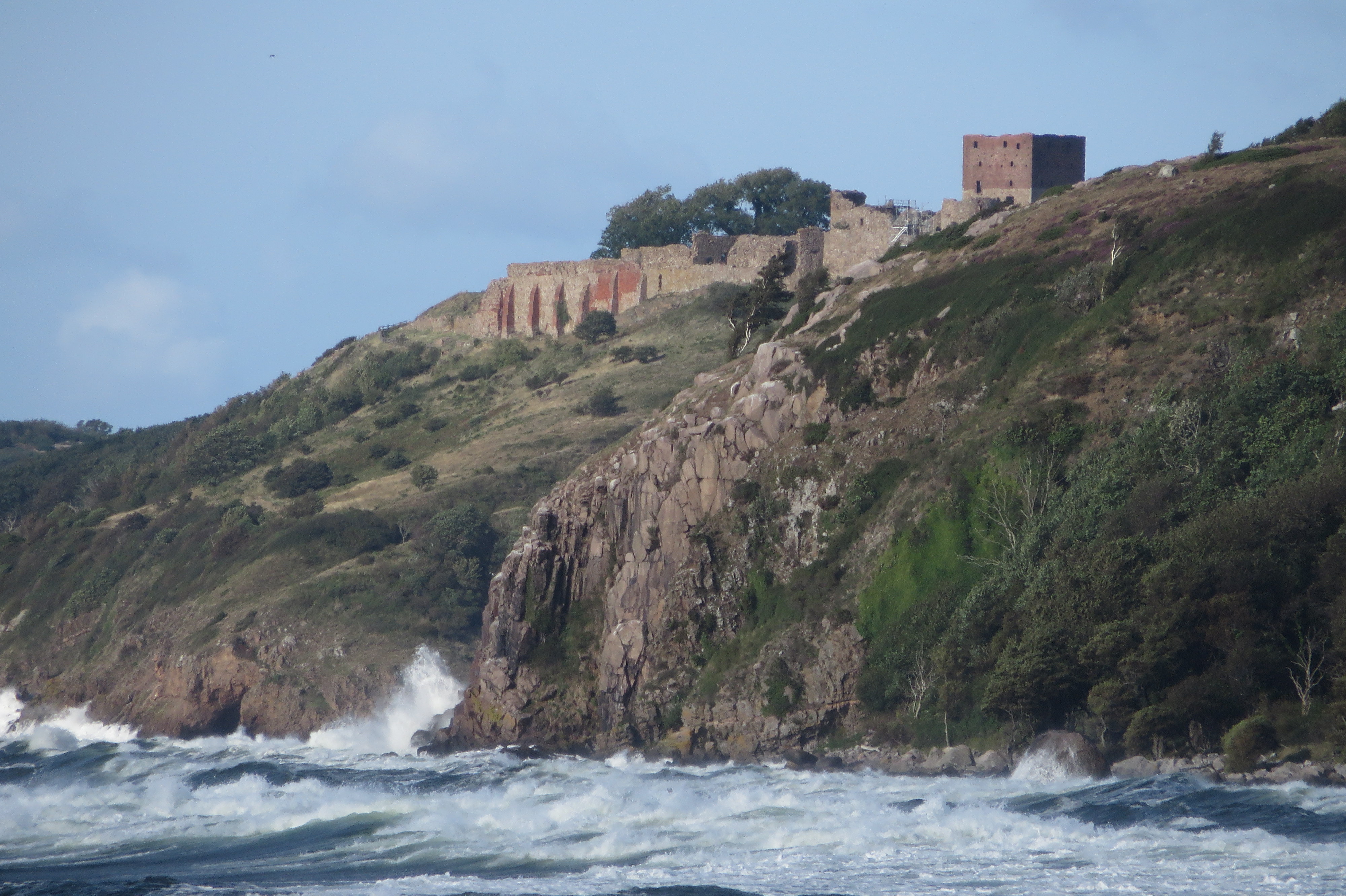
Pohled na hrad z rybářské vesničky Vang
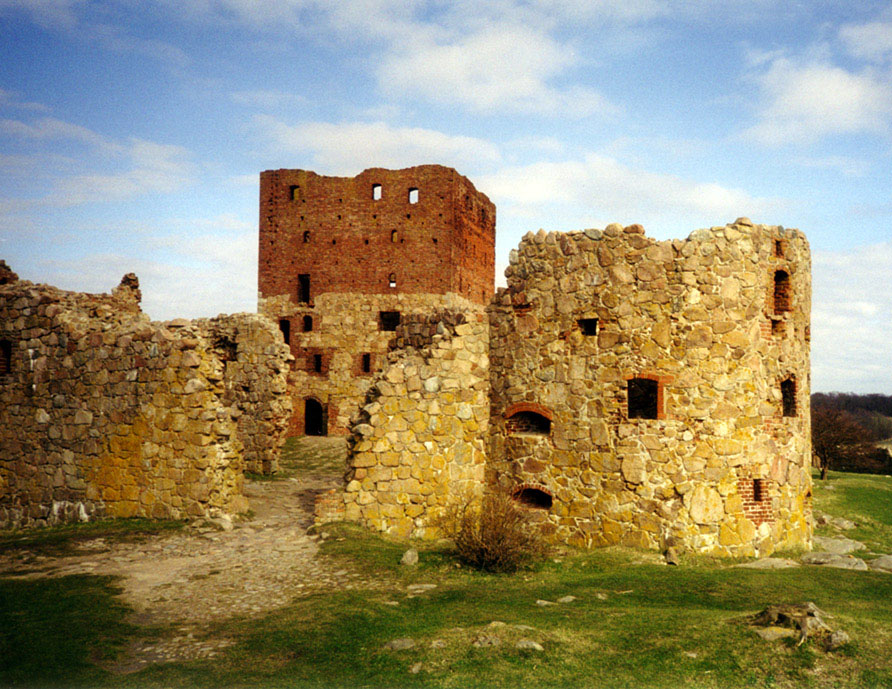
Pozůstatky hradu Hammershus
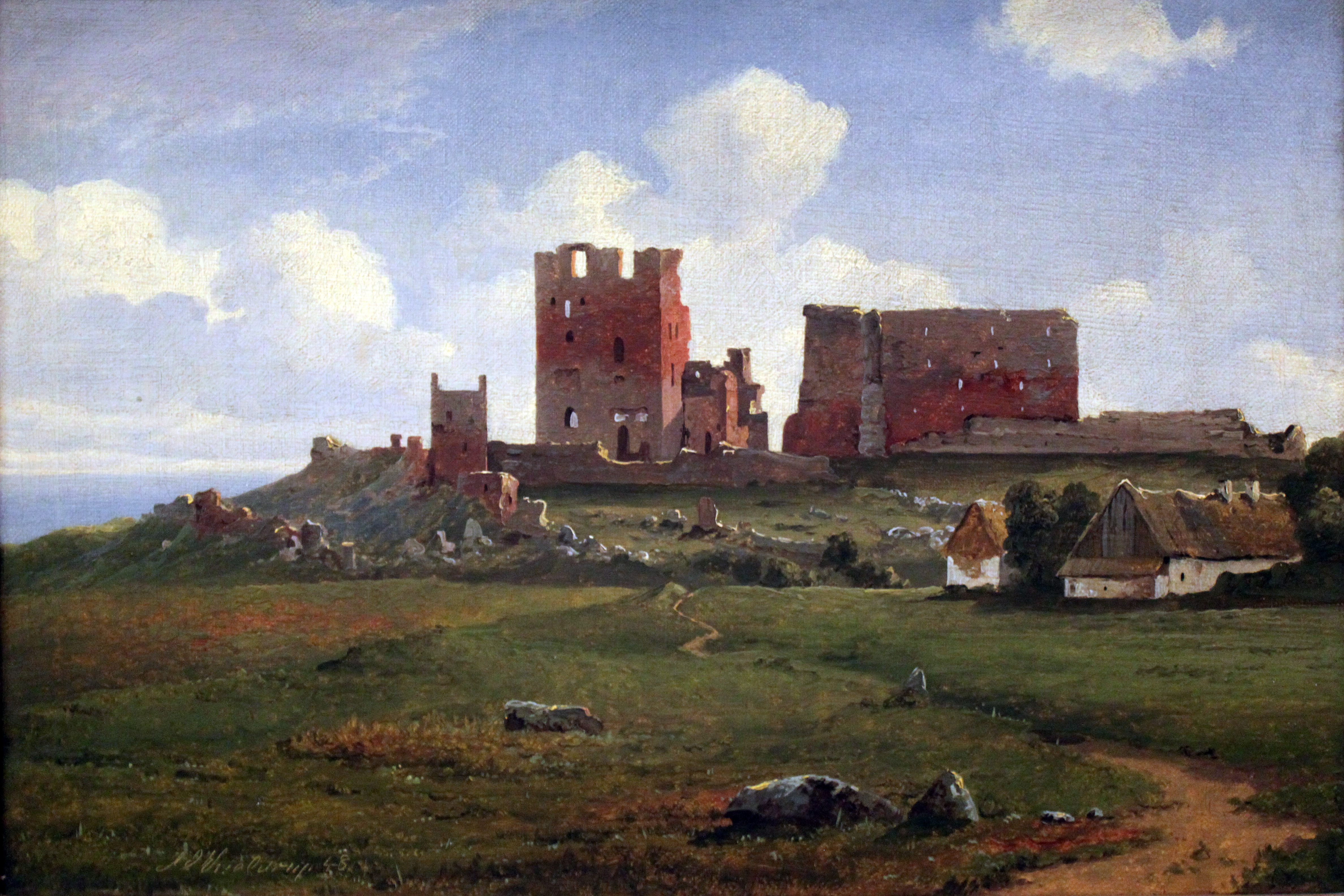
Zříceniny Hammershusu od Antona Eduarda Keildrupa, 1848